# Johan Fredrik Malm
Johan Fredrik Malm, född 25 april 1819 i Åbo, död där 25 juni 1868, var en finländsk pianotillverkare i Åbo.
Under sin livstid tillverkade Malm omkring 40 taffelpianon.

## Biografi
Malm föddes 25 april 1819 i Åbo. Han var son till snickaren Johan Malm och Lisa Törn. Troligen var han lärling hos sin far. Senast 1843 var han lärling hos klaverbyggaren Johan Kjellström i Åbo. Den 16 september 1847 flyttade Malm till S:t Petersburg för att bedriva studier där. Under tiden där startade han en butik i staden. År 1852 flyttade han tillbaka till Åbo. Han fick burskap den 3 november och blev även instrumentmakarmästare den 15 november samma år. Malm dog 25 juni 1868 i Åbo.

## Instrument
Malm byggde bara taffelpianon och troligtvis bara av en sorts modell. Men han reparerade instrument såsom fioler och gitarrer.

### Bevarade instrument
- 1852 – Taffelpiano nummer 1.
- 1854 – Taffelpiano nummer 9.
- 1856 – Taffelpiano nummer 13. Pianot står idag på Hämeen museo.
- 1858 – Taffelpiano nummer 23. Pianot ägs av en privatperson.
- Okänt år – Taffelpiano. Pianot står idag på Ålands museum.